# Carl Hartmann (sculpteur)
Carl Christian Ernst Hartmann (13 septembre 1837 - 6 septembre 1901) est un sculpteur danois qui travaille dans la tradition de Thorvaldsen.

## Biographie
Fils du compositeur Johan Peter Emilius Hartmann (1805-1900) et de la compositrice Emma Hartmann (1807-1851), Hartmann naît à Copenhague. Après une formation auprès d'August Saabye et de Herman Wilhelm Bissen, il entre à l'Académie royale des beaux-arts du Danemark en 1855 et obtient sa médaille en 1859. Il reçoit la bourse de l'Académie en 1866 et la bourse Ancker en 1868. Ces bourses lui permettent de s'installer un temps à Rome où il crée en particulier une statue colossale d'Alexandre le Grand. Il se lie à Rome avec la communauté d’artistes scandinaves qui y séjournent et notamment avec Edvard Grieg dont il réalise un buste. 
Ses œuvres, en marbre ou bronze, s'inspirent essentiellement de motifs antiques. On peut citer par exemple: Diomède (1862), Paris défie Menelas (1866), Alexandre le Grand (1867), Abel mourant (1869), un lanceur de javelot (Fuglsang), Eve (1878), Apollon chantant aux bergers (bas-relief de 1879), Psyché (1889), Héro et Léandre (1891), Eros avec son arc (Glyptothèque), Crucifixion (1898). Il crée aussi des scènes de genre (Garçon poursuivi par une oie), et participe à la réalisation des sculptures de Thorvaldsen à la Cathédrale Notre-Dame de Copenhague. Ses sculptures montrent une âme fine et sensible en quête de l'idéal de beauté classique. On trouve ses œuvres dans différents musées danois. 
Musicien comme toute sa famille, il compose aussi occasionnellement. Ainsi, une mélodie de sa main, Mismod, envoyée anonymement à un jury composé de C.F.E Horneman et d’Edvard Grieg sera sélectionnée par celui-ci pour publication dans Nordiske Musikblade en 1870.
Il expose à Charlottenborg en 1859-60, 1862, 1864, 1867, 1869-70, 1872-75, 1878, 1881, 1883-87, 1889, 1891, 1898-99, ainsi qu'à différentes autres expositions.
Carl Hartmann est aussi critique artistique de National Tidende et Illustreret Tidende.

## Sources
Weilbach Kunstnerleksikon, sous Carl Hartmann
Sørensen, Inger, Hartmann, Et Dansk Komponistdynasti, København 1999, 656 pages
Sørensen, Inger, J.P.E. Hartmann og Hans Kreds, bd 1-4, København 1999-2002, 2452 pages